# 马飞海
马飞海（1916年—2013年），男，福建福清人，中华人民共和国政治人物，曾任上海市出版局局长、党委书记，中共上海市委宣传部副部长，中国出版工作者协会副主席。